# Gmina Batočina
Gmina Batočina (serb. Opština Batočina / Општина Баточина) – gmina w Serbii, w okręgu szumadijskim. W 2018 roku liczyła 10 977 mieszkańców.